# This Is Our Time: Live
This Is Our Time: Live es un álbum en vivo de la banda Planetshakers grabado en vivo durante la conferencia Awakening 2014 que se realizó del 14 al 17 de abril de 2014 en Melbourne, Australia. Planetshakers Ministries International y el sello Integrity lanzaron el álbum el 21 de octubre de 2014. Se trabajó con Joth Hunt, en la producción de este álbum. El video de la canción "This Is Our Time" fue nominado por los premios GMA Dove Awards en la categoría "Video Musical En Formato Largo" del año 2014.

## Premios y reconocimientos
El video de la canción "This Is Our Time" fue nominado por los premios GMA Dove Awards en la categoría "Video Musical En Formato Largo" del año 2014 en la 46a entrega anual de los premios GMA Dove.

## Lista de canciones
| No.             | Título                          | Escritor(es)                                                 | Duración |
| --------------- | ------------------------------- | ------------------------------------------------------------ | -------- |
| 1.              | "This Is Our Time"              | Aimee Evans, Josh Ham, Andy Harrison, Steph Ling, Mitch Wong | 3:48     |
| 2.              | "Joy"                           | Joth Hunt                                                    | 4:03     |
| 3.              | "My Heart Is Alive"             | Harrison, B.J. Pridham                                       | 3:48     |
| 4.              | "Leave Me Astounded"            | Pridham                                                      | 6:58     |
| 5.              | "Covered"                       | Israel Houghton, Hunt                                        | 7:55     |
| 6.              | "Stronger Than a Thousand Seas" | Houghton, Wong                                               | 6:15     |
| 7.              | "The Water Is Rising"           | Sam Evans, Harrison, Houghton, Hunt, Pridham                 | 5:19     |
| 8.              | "It's Your Love"                | Hunt                                                         | 4:05     |
| 9.              | "Sing It Again"                 | Pridham                                                      | 4:27     |
| 10.             | "You"                           | Harrison                                                     | 5:17     |
| 11.             | "Holy"                          | Hunt, Chelsi Nikkerud, Natalie Ruiz                          | 4:35     |
| 12.             | "He Touched Me"                 | William J. Gaither                                           | 4:53     |
| 13.             | "Your Presence"                 | Harrison                                                     | 5:49     |
| 14.             | "Look to You"                   | Hunt                                                         | 3:48     |
| 15.             | "Abba Father" (Studio Version)  | Evans, Harrison, Hunt, Pridham                               | 4:33     |
| Total duración: | Total duración:                 | Total duración:                                              | 75:33    |

## Posición en listas
| Lista (2014)                       | Máxima posición |
| ---------------------------------- | --------------- |
| Heatseekers Albums (Billboard)     | 14              |
| Christian Albums (Billboard)       | 17              |
| Christian Albums Sales (Billboard) | 17              |
| ARIA Top 50 Albums Chart           | 30              |
| Nueva Zelanda (Recorded Music NZ)  | 36              |
| US Billboard 200                   | 61              |